# Large Low-Shear-Velocity Provinces

Animation der LLSVPs, wie sie durch seismische Tomographie abgeleitet wurden.

Large low-shear-velocity provinces (LLSVP oder LLVP, engl. große Provinzen mit niedriger Schergeschwindigkeit) sind Bereiche im unteren Erdmantel, die sich durch langsame Scherwellengeschwindigkeiten auszeichnen und durch seismische Tomographie entdeckt wurden.
Es gibt zwei Hauptprovinzen, die afrikanische LLSVP und die pazifische LLSVP. Beide erstrecken sich seitlich über Tausende von Kilometern und möglicherweise bis zu 1000 Kilometer von der Kern-Mantel-Grenze aufwärts. Die pazifische LLSVP hat einen Durchmesser von 3000 Kilometern und liegt unter vier Hotspots, die auf mehrere darunter liegende Plumes im Erdmantel hindeuten. Die Zonen machen etwa 8 % des Volumens des Erdmantels (6 % der Erde) aus. 
Die Entstehung, die Zusammensetzung und die geodynamischen Auswirkungen von LLSVPs sind Gegenstand der aktuellen Forschung.

## Möglicher Ursprung
Für den Ursprung und Mechanismus von LLSVPs wurden verschiedene Hypothesen vorgeschlagen, je nachdem, ob die Provinzen rein thermische Anomalien darstellen (d. h. isochemischer Natur sind und die gleiche chemische Zusammensetzung wie der umgebende Mantel aufweisen) oder auch chemische Anomalien darstellen (d. h. thermochemischer Natur sind und eine andere chemische Zusammensetzung als der umgebende Mantel aufweisen). Wenn es sich bei den LLSVPs um rein thermische Anomalien handelt, dann könnten sie sich als Megaplume aus heißem, aufsteigendem Mantel gebildet haben. Geodynamische Studien prognostizieren jedoch, dass der isochemische Auftrieb von heißerem Material mit geringerer Viskosität lange, schmale Plumes erzeugen würde, im Gegensatz zu den großen, breiten Plumes, die in LLSVPs beobachtet werden.
Die derzeit führende Hypothese für die LLSVPs ist die Ansammlung subduzierter ozeanischer Platten. Dies entspricht den bekannten Plattenfriedhöfen, die die pazifische LLSVP umgeben. Es wird angenommen, dass diese Friedhöfe der Grund für die Anomalien der Hochgeschwindigkeitszonen rund um die pazifische LLSVP sind und sich aus Subduktionszonen gebildet haben, die lange vor der Auflösung des Superkontinents Rodinia – vor etwa 750 Millionen Jahren – existierten. Begünstigt durch die Phasenumwandlung, würde die Wärme die Platten teilweise schmelzen und eine dichte, schwere Schmelze bilden, die sich am Boden der Kern-Mantel-Grenze (die näher an der LLSVP liegt als die Plattenfriedhöfe) sammelt und die Strukturen der Niedriggeschwindigkeitszone bildet. Der Rest des Materials wird dann aufgrund des chemisch bedingten Auftriebs nach oben getragen und trägt zu den hohen Basaltanteilen am mittelozeanischen Rücken bei. Die sich daraus ergebende Bewegung bildet kleine Gruppen kleiner Plumes direkt über der Kern-Mantel-Grenze, die sich zu größeren Plumes zusammenschließen und dann zu Superplumes führen. Die pazifischen und afrikanischen LLSVP entstehen in diesem Szenario ursprünglich durch eine Wärmeabgabe vom Kern (4000 K) an den viel kälteren Mantel (2000 K), die rückgeführte Lithosphäre ist nur der Treibstoff, der die Konvektion der Superplumes unterstützt. Da es für den Erdkern schwierig wäre, diese hohe Wärme aus eigener Kraft aufrechtzuerhalten, spricht dies für die Existenz radiogener Nuklide im Kern sowie für die Annahme, dass Superplumes zerfallen, wenn die Lithosphäre aufhört, an den für den Bedarf des Superplumes günstigen Stellen zu subduzieren.
Ein zweiter Vorschlag für den Ursprung der LLSVPs ist, dass ihre Entstehung mit der "Giant Impact"-Hypothese zusammenhängt, die besagt, dass der Mond nach der Kollision der Erde mit einem planetengroßen Körper namens Theia entstand. Nach dieser Hypothese handelt es sich bei den LLSVPs um Fragmente des Theia-Mantels, die bis zur Kern-Mantel-Grenze der Erde abgesunken sind. Die höhere Dichte der Mantelfragmente ist auf ihre Anreicherung mit Eisen(II)-oxid zurückzuführen. Diese höhere Eisen(II)-oxid-Gehalt würde auch mit der Isotopengeochemie von Mondproben sowie der Isotopengeochemie der ozeanischen Inselbasalte, die die LLSVPs überlagern, übereinstimmen.